# Damse Polder
Damse Polder is een Vlaamse polder bij Damme. De polder heeft een oppervlakte van 6000 ha.